# Euphorbia leistneri
Euphorbia leistneri är en törelväxtart som beskrevs av R.H.Archer. Euphorbia leistneri ingår i släktet törlar, och familjen törelväxter. IUCN kategoriserar arten globalt som sårbar. Inga underarter finns listade i Catalogue of Life.